# Audie Norris
Audie James Norris és un jugador de bàsquet nascut el 18 de desembre de 1960 a Jackson (Mississipi) (Estats Units). Pivot d'enorme fortalesa física i gran qualitat tècnica. Conegut amb l'àlies d'"Atomic Dog", va aconseguir la seva plenitud esportiva en el FC Barcelona, club en el qual va militar durant 6 temporades en la dècada del 1980. Considerat un dels jugadors més brillants que han jugat en la lliga espanyola.

## Viatge a Europa
De jove va estar castigat per les lesions, que van impedir que pogués triomfar en l'NBA, malgrat jugar tres temporades en els Portland Trail Blazers. Per això va viatjar a Europa, per a jugar durant dues temporades en el Benneton Treviso de la Lega italiana.
És curiós ressenyar que, abans de fitxar pel conjunt italià, va realitzar una prova en el Reial Madrid (el 17 de maig de 1985), però els tècnics madridistes van desestimar el seu fitxatge.

## Temporades al F.C. Barcelona
Després del periple italià va fitxar pel Barça, on va jugar a un gran nivell entre 1987 i 1993. Malgrat les lesions, que el van tenir llargues èpoques allunyat de les pistes, se l'ha considerat el millor estranger que ha jugat en el F.C. Barcelona, i un dels majors talents que han jugat la lliga espanyola.
Amb el Barcelona, i al costat de jugadors com Epi, Nacho Solozábal o Chicho Sibilio va formar un dels millors equips d'Europa. Va guanyar tres lligues espanyoles (1987-88, 1988-89, 1989-90), dues Copes del Rei (1987-88, 1990-91), una Lliga Catalana i una Copa Príncep d'Astúries (1987-88). El seu únic compte pendent va ser la Copa d'Europa, que no va poder guanyar malgrat disputar dues vegades la final, enfront de la Jugoplastica Split de Toni Kukoč i companyia. Els seus duels amb el jugador del Reial Madrid, Fernando Martín romanen en la memòria dels grans afeccionats del bàsquet.
El 1993, quan les lesions ja l'abocaven definitivament al final de la seva carrera, va deixar el Barcelona per a fitxar pel conjunt grec del Peristeri BC, on va jugar la seva última temporada com professional.